# الشيطانة التي أحبتني (فلم)
الشيطانة التي أحبتني هو فيلم مصري عرض عام 1990، بطولة محمد صبحي ولبلبة، ومن إخراج سمير سيف.

## قصة الفيلم
تتبع الشرطة نشاط عصابة للسرقة والنشل يتزعمها البروفسيور وتشاركه ابنته عواطف في العمل، ويفشل المقدم صلاح المكلف بالقبض على تلك العصابة والذي يعاني من سطوة زوجته الثرية والتي يتخلص منها بالطلاق، ويتحرر من قيودها، ولكنه يقع في غرام عواطف النشالة ويتزوجها على أمل الكشف عن الأساليب الجهنمية للعصابة في السرقات.

## طاقم التمثيل
- محمد صبحي: (المقدم صلاح شوقي)
- لبلبة: (عواطف مهذب السلاموني)
- يوسف داود: (البروفيسور مهذب السلاموني)
- المنتصر بالله: (حازم عوني المحامي)
- عائشة الكيلاني: (زوجة صلاح شوقي)
- محمد فريد: (شبارة السيد علي)
- سعيد عثمان: (حبشي حسنين عثمان)
- نعيم عيسى: (البلوكامين)
- عزت المشد: (اللواء فخري)
- مصطفى هاشم: (عبد الفتاح عزمي - عميد كلية الاقتصاد)
- عاطف بركات: (النقيب أحمد)
- فؤاد خليل: (عبد المعطى أبو المعاطي)
- سامي عطايا: (القاضي)
- مختار السيد: (الطبيب)
- عبد العزيز مبارك
- سيد مصطفى: (الضابط النوبتجي)
- حسين عرعر: (حاجب المحكمة)
- صالح العويل: (من عصابة البروفيسور)
- حسن عفيفي
- مصطفى كمال: (صاحب البيت)
- نادية شمس الدين: (زوجة عبد الفتاح عزمي)
- أحمد برقوقة: (هابولا)
- فوزي الشرقاوي: (صاحب معرض السيارات)

## فريق العمل
- إخراج: سمير سيف
- تأليف: حسام حازم
- مدير التصوير: محسن نصر
- مونتاج: سلوى بكير
- موسيقى تصويرية: عمار الشريعي
- إنتاج: سكرين 2000 (إبراهيم شوقي، صفوت غطاس)
- توزيع داخلي: دولار فيلم
- توزيع خارجي: سكرين 2000 (إبراهيم شوقي، صفوت غطاس)
- توزيع الفيديو: هليوبوليس فيديو فيلم

## وصلات خارجية
- الشيطانة التي أحبتني على موقع الدهليز
- الشيطانة التي أحبتني على موقع قاعدة بيانات الأفلام العربية